# Lennart Wehking
Lennart Wehking (* 26. August 1985 in Bremen) ist ein deutscher Tischtennisspieler und -trainer. Bei Deutschen Meisterschaften gewann er mehrere Medaillen im Doppel. Zudem wurde er Europäischer Hochschulmeister.

## Werdegang
Lennart Wehking ist der Sohn von Martin Mittendorf, dem zeitweiligen pädagogischen Leiter des Tischtennisinternats in Düsseldorf. Er begann seine Laufbahn beim Verein TuS Vahr-Bremen und spielte danach elf Jahre lang bei Werder Bremen. 2003 wurde er Deutscher Jugendmeister mit Jens Klingspon. Mit Bremens Herrenmannschaft wurde er 2005 Meister der 2. Bundesliga Nord. Im gleichen Jahr verließ er Werder Bremen und spielte in den Folgejahren bei verschiedenen deutschen Vereinen in der 2. Bundesliga. Lediglich 2009 machte er einen Abstecher nach Frankreich zum Montpellier TT in die zweithöchste französische Spielklasse. 2010 erreichte er im Bundesranglistenfinale das Halbfinale. Bei der Universiade 2007 und 2009 erreichte er jeweils die Bronzemedaille mit der Mannschaft und war 2013 Fahnenträger der deutschen Universiade-Mannschaft bei der Sommer-Universiade 2013 in Kasan. Im gleichen Jahr erreichte er auch das Achtelfinale der Australian Open.
2011 wurde Lennart Wehking deutscher Hochschulmeister und Zweiter beim Ranglistenfinal, 2012 Europäischer Hochschulmeister im Einzel und Dritter im Doppel mit Tom Lindner.
Im Doppel spielte er häufig mit Nico Christ. Mit ihm erreichte er bei der Deutschen Meisterschaft 2013 das Endspiel, das gegen Alexander Flemming/Jörg Schlichter verloren ging. Bronze holten sie bei den Deutschen Meisterschaften 2009, 2010 und 2014. Eine weitere Bronzemedaille erkämpfte er 2013 mit Erik Bottroff.
Seit 2013 ist Lennart Wehking ununterbrochen beim 1. FC Köln aktiv, seit 2020 als Spielertrainer. Bereits von 2013 bis 2015 hatte er die Kölner Tischtennisjugend trainiert, vorher war er zwei Jahre lang Dozent an der Sporthochschule Köln.
Zur Spielzeit 2023/2024 wechselte er zum TuS Celle. Seine Mannschaft wurde ungeschlagen Meister der Regionalliga Nord und stieg in die 3. Bundesliga auf. Wehking blieb in der Aufstiegssaison sowohl im Einzel als auch im Doppel ungeschlagen.
Über viele Jahre war Wehking auch in der TOP 500 der Weltrangliste.